# سابرینا فریلی
سابرینا فریلی (ایتالیایی: Sabrina Ferilli؛ زادهٔ ۲۸ ژوئن ۱۹۶۴) بازیگر اهل ایتالیا است.
از فیلم‌ها یا برنامه‌های تلویزیونی که وی در آن نقش داشته است، می‌توان به دفتر خاطرات یک دیوانه، تا ابد جوان، زن شهرستانی، سفارش‌ها، بال‌های زندگی، زیبایی بزرگ، به خانه برگرد گُری، تو می‌خندی، ریمینی ریمینی - یک سال بعد، کریسمس عشق و مکان اشاره کرد.